# Iahu
Iahu, secondo una discussa ipotesi di Robert Graves, sarebbe stato un titolo onorifico che i Sumeri avevano attribuito alla dea creatrice dell'uovo cosmico. Secondo i moderni seguaci del neopaganesimo tale titolo sarebbe quindi passato al dio biblico e ne sarebbe derivato il nome Yahweh.
Secondo la discussa ricostruzione del mito pelasgico di Graves, "Iahu", (che in lingua sumera significherebbe "divina colomba" ed è attribuito alla divinità creatrice della mitologia sumera) diventerebbe Eurinome nel mito pelasgico che si è diffuso in tutto il bacino del Mediterraneo.
Eurinome (il cui nome significherebbe "vagante in ampi spazi"), all'inizio della creazione avrebbe volteggiato nello spazio vuoto e con la sua danza avrebbe prodotto il vento Borea. Accoppiatasi con lui sotto forma del serpente Ofione, ne sarebbe stata fecondata e si sarebbe trasformata in una colomba bianca che avrebbe deposto l'uovo cosmico, dal quale uscirono tutte le cose. Poi però Ofione si vantò di aver creato da solo il mondo ed Eurinome offesa con un calcio gli spezzò tutti i denti. Eurinome rappresentava un aspetto della Grande Madre delle origini, che col passare dei secoli e delle civiltà si differenziò in una moltitudine di divinità femminili.
Nell'archivio dei testi in scrittura cuneiforme di Ebla (Siria), il titolo "Iahu" era associato alla dea Anat.
Secondo lo storico francese Jean Bottéro, specialista assiriologo, durante l'impero di Sargon di Akkad in Ebla il nome del dio Ea sarebbe stato tradotto con i caratteri Ia (da cui deriverebbe Iahu come la dea paredra, col suffisso -hu per il genere femminile nella lingua semita). Il significato portava direttamente all'entità divina suprema, che nella lingua semita di Ebla era resa come El. A testimonianza vi fu il cambiamento nei nomi dei suffissi del patronimico riportati sulle tavolette eblaite: ad esempio durante quel periodo storico il nome Mika-El cambiò in Mika-Ia.